# (1511) Daléra
(1511) Daléra ist ein Asteroid des Hauptgürtels, der am 22. März 1939 vom französischen Astronomen Louis Boyer in Algier entdeckt wurde.
Der Asteroid ist nach Paul Daléra, einem Freund des Entdeckers, benannt.